# Pohjoisranta
Pohjoisranta (suédois : Norra Kajen) est une rue du quartier de Kruununhaka à Helsinki en Finlande.

## Description
Pohjoisranta est la rive Est du quartier de Kruununhaka et sa plus longue rue.
Après l'achèvement, en 1961, du pont d'Hakaniemi menant de Pohjoisranta à la rue côtière de Sörnäinen, Pohjoisranta est devenue une voie de circulation importante.
Avec Esplanadi et la rue côtière de Sörnäinen elle forme la voie routière principale  entre le centre-ville d'Helsinki et la Lahdenväylä ainsi que l'Itäväylä.
La rue est aussi la principale liaison avec le port du sud et au terminal maritime Olympia.

## Lieux et monuments

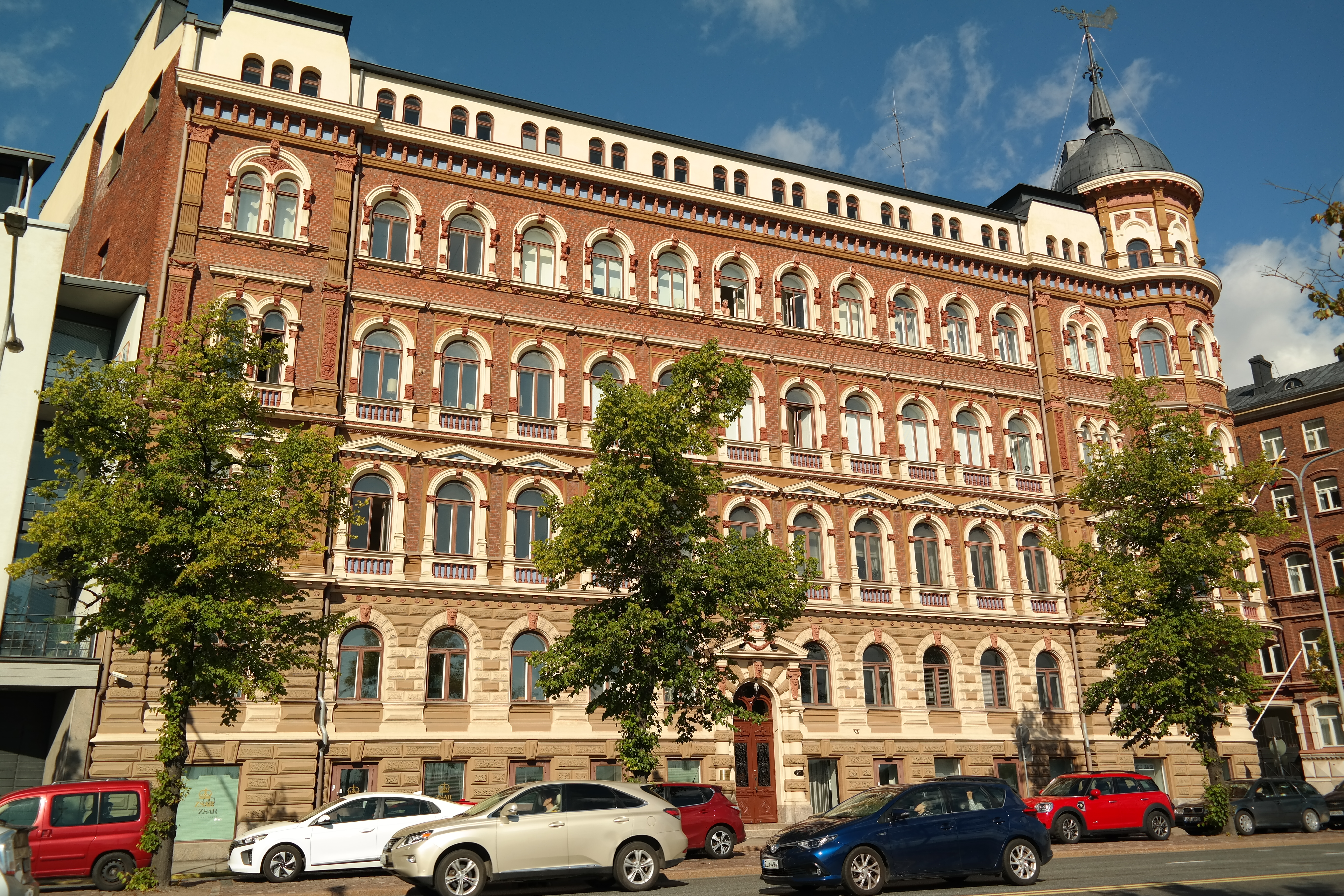
Maison Standertskjöld.

Parmi les monuments et lieux remarquables de la rue:
- Pohjoisranta 4, Maison Standertskjöld, Theodor Höijer, 1885
- Pohjoisranta 6, Bäckin talo, Theodor Höijer, 1882,
- Pohjoisranta 8, David Frölander-Ulf, 1926,
- Pohjoisranta 10, Lars Sonck, Onni Tarjanne, 1910,
- Pohjoisranta 12, Magnus Schjerfbeck, Sebastian Gripenberg, 1899,
- Pohjoisranta 14-16, Toivo Pajunen, 1927,
- Pohjoisranta 18, Albert Mellin, 1885,
- Pohjoisranta 20, Kiholinna, Kalle Lehtovuori, 1929,

## Galerie

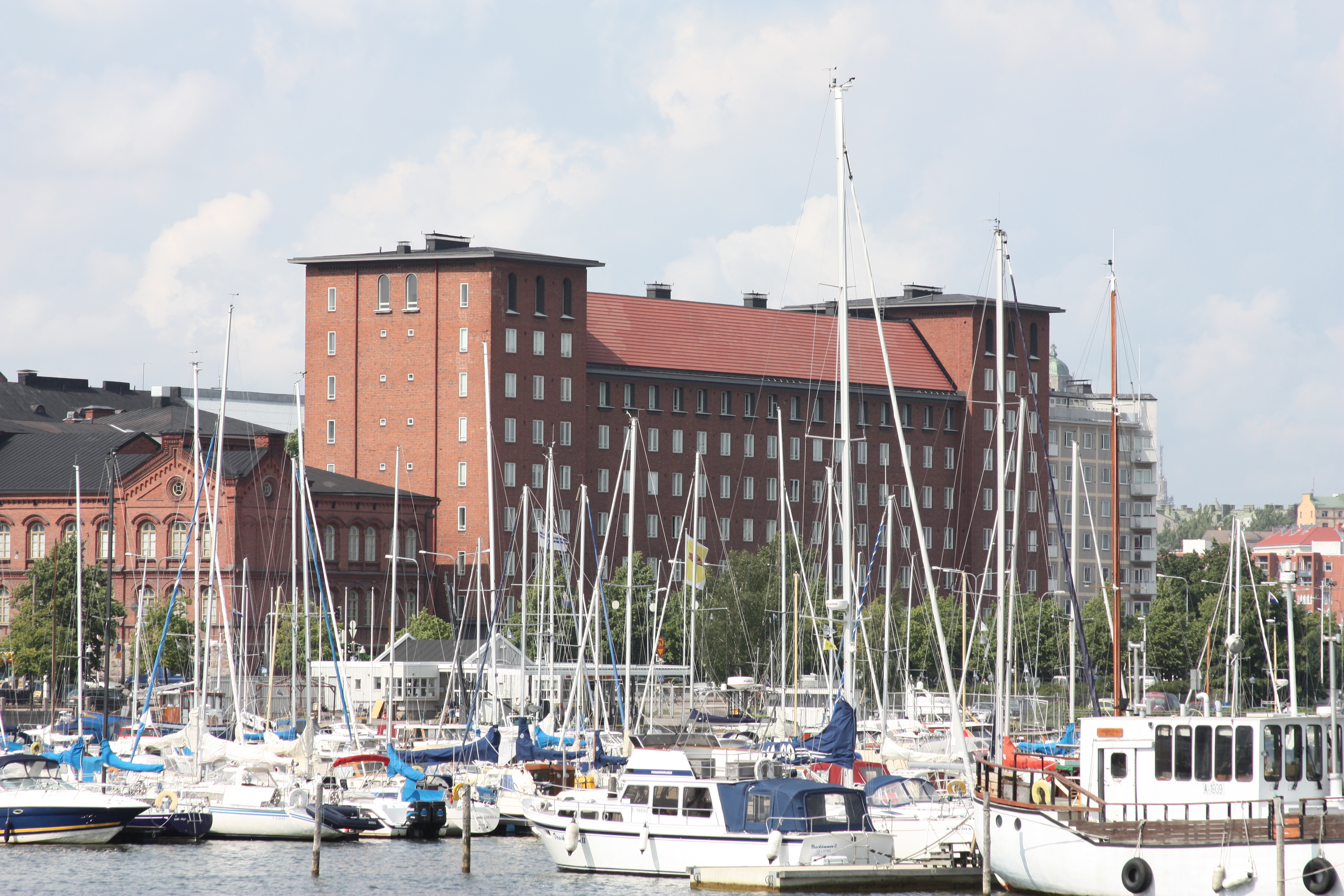
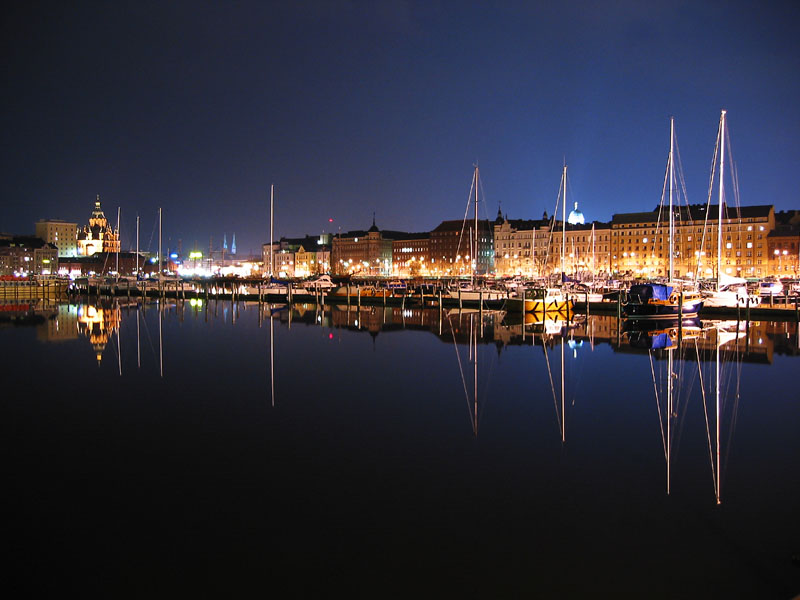
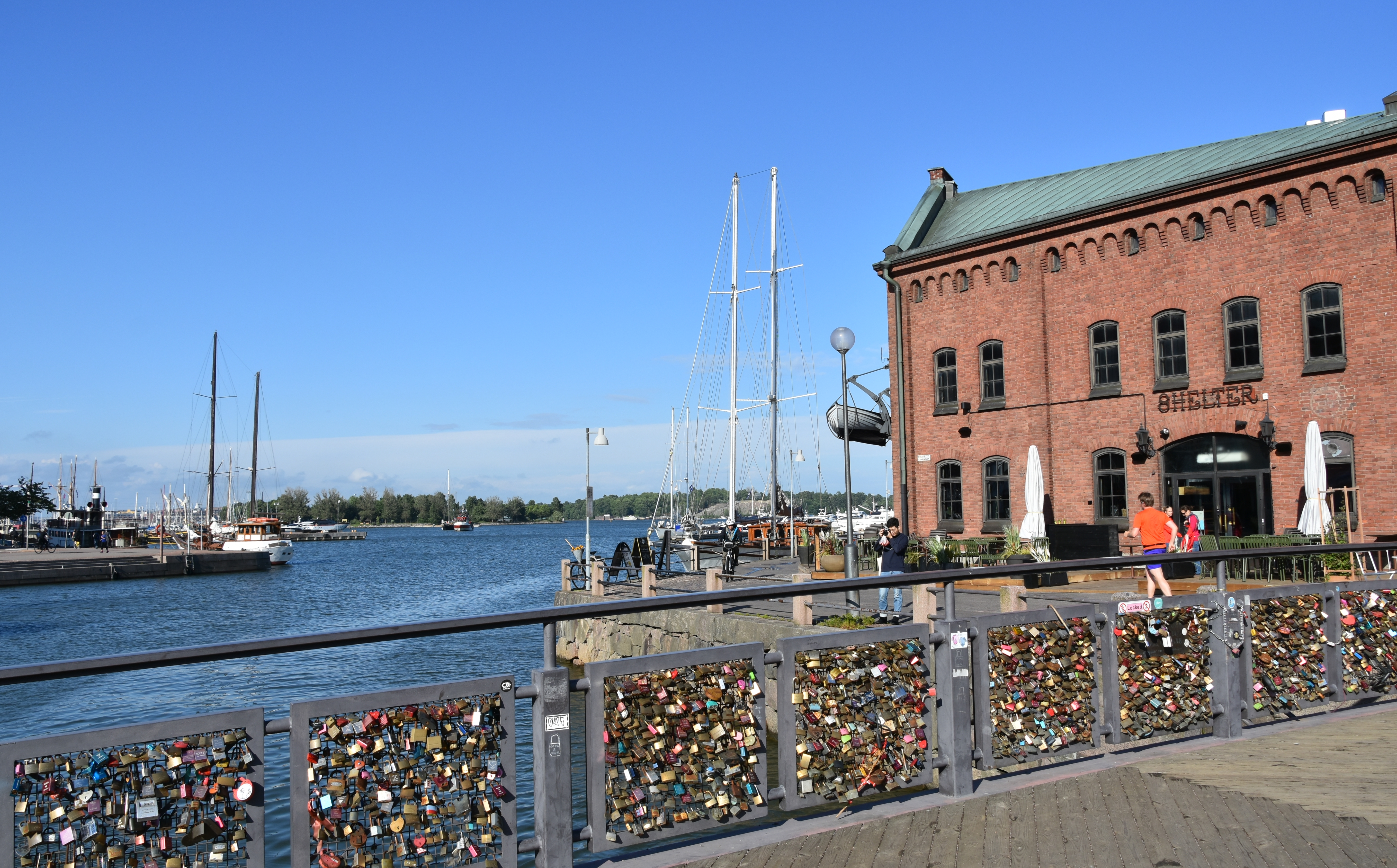
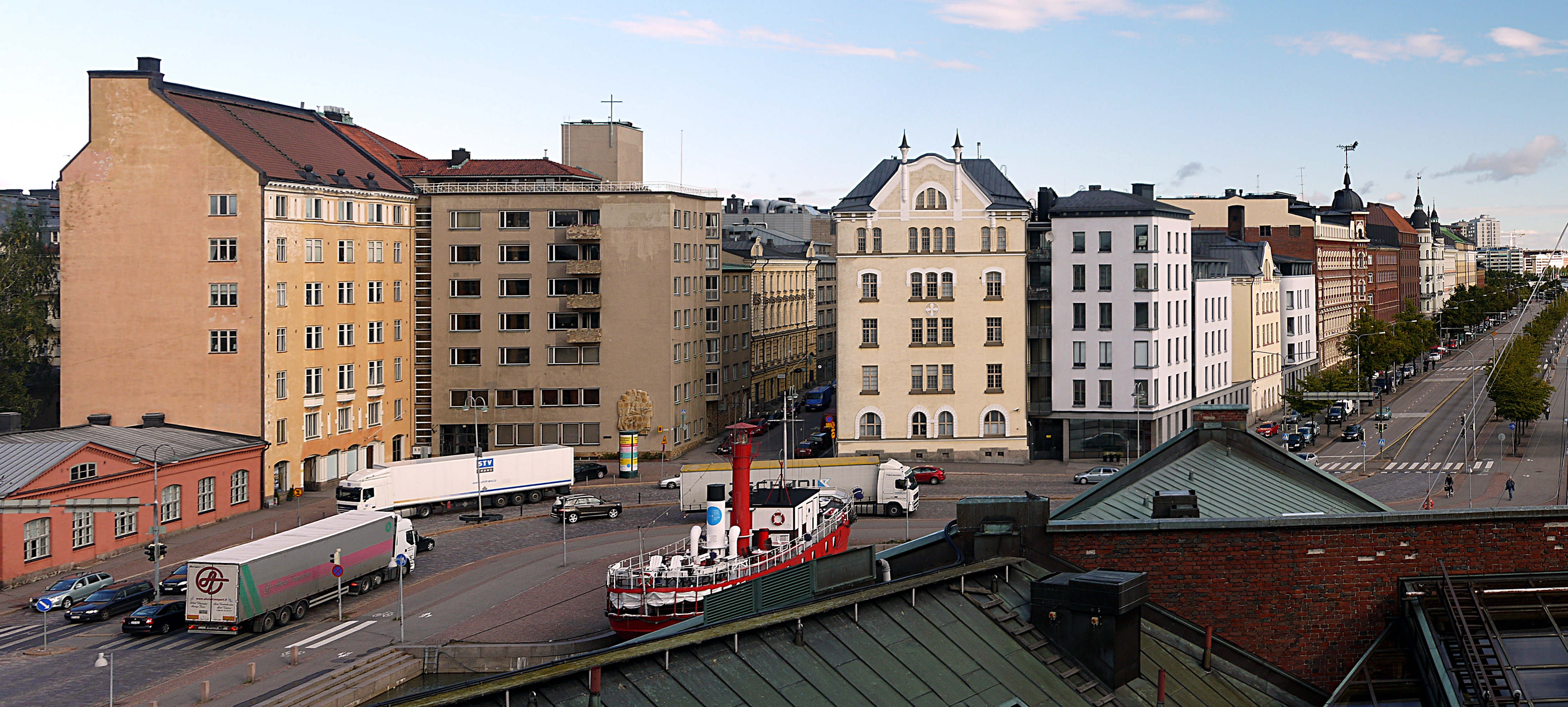
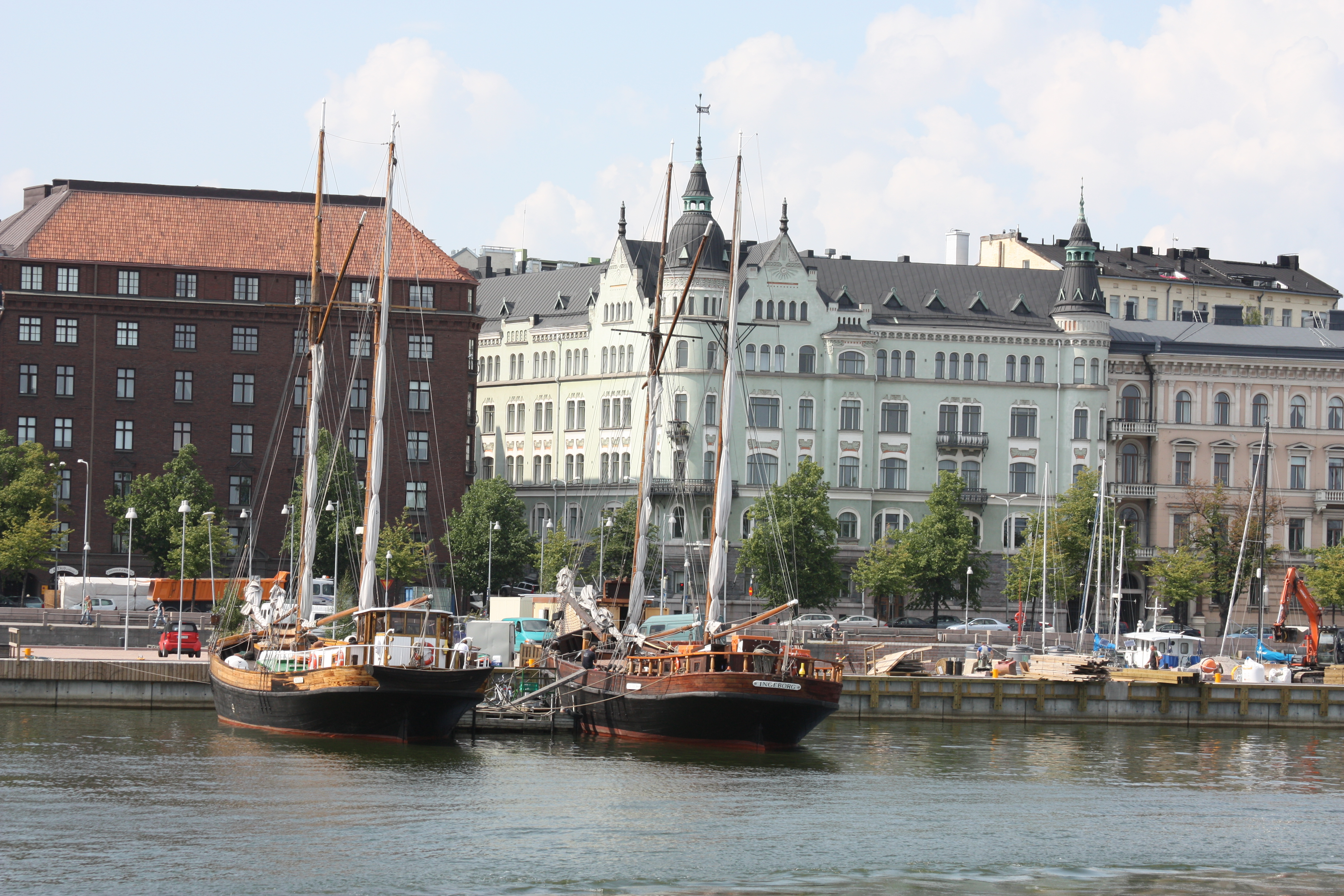
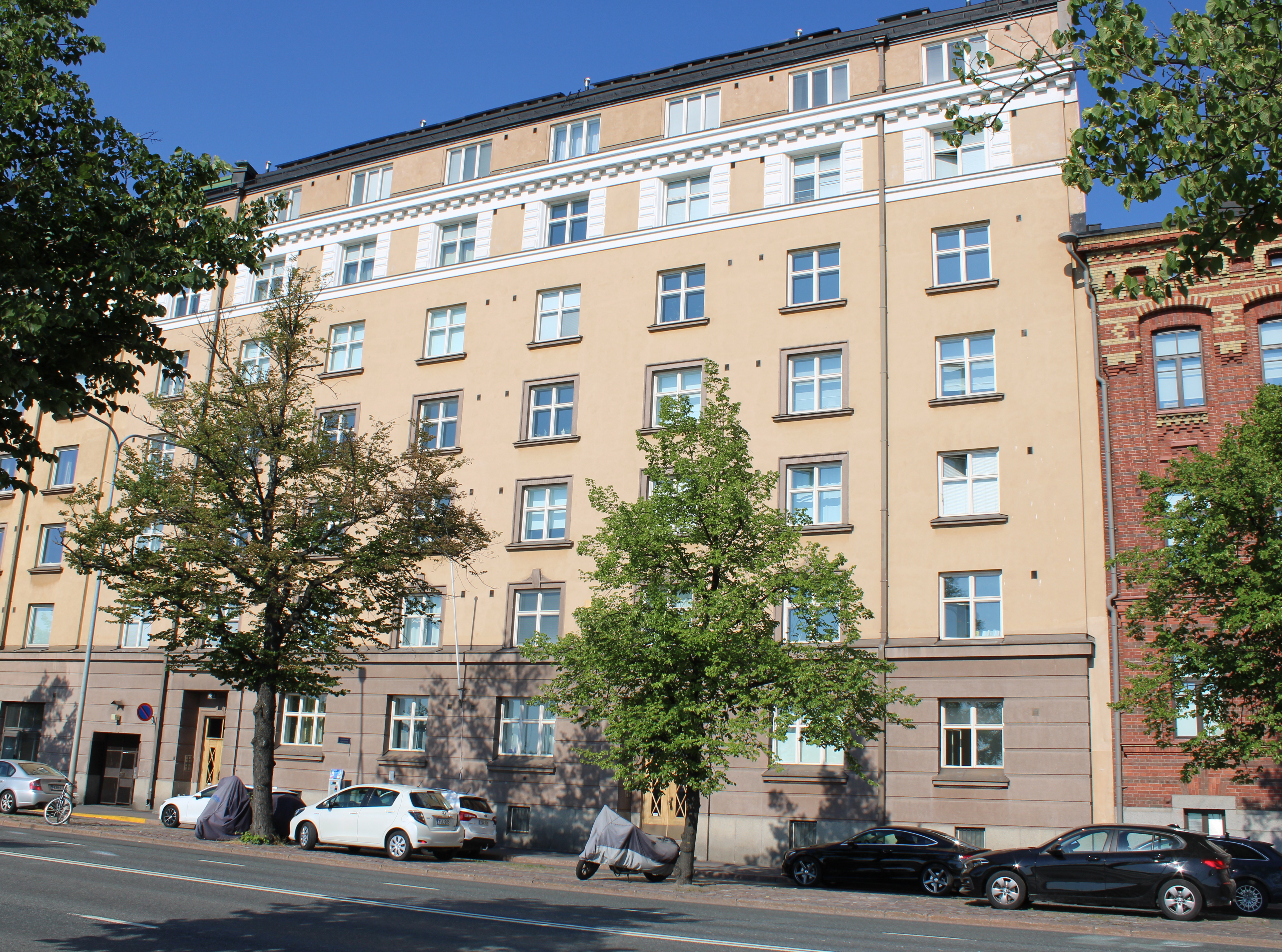